# Sabine de Bethune
Sabine Louise Caroline de Bethune (ur. 16 lipca 1958 w Léopoldville) – belgijska i flamandzka polityk oraz prawnik, parlamentarzystka, od 2011 do 2014 (z krótką przerwą) przewodnicząca federalnego Senatu, baronessa.

## Życiorys
Ukończyła studia prawnicze na Katholieke Universiteit Leuven. Praktykowała w zawodzie adwokata, była ekspertem w Komisji Europejskiej. Pracowała też na przełomie lat 80. i 90. w administracji rządowej.
Zaangażowała się w działalność flamandzkich chadeków (Chrześcijańskiej Partii Ludowej, przekształconej następnie w ugrupowanie Chrześcijańscy Demokraci i Flamandowie). W 1995 po raz pierwszy została wybrana do Senatu. Od tego czasu wybierana lub powoływana w skład izby wyższej parlamentu. Od 1999 do 2003 była wiceprzewodniczącą Senatu, następnie przez osiem lat przewodniczyła grupie CD&V w Senacie. 11 października 2011 została przewodniczącą federalnego Senatu Belgii. W 2014 uzyskała mandat posłanki do Parlamentu Flamandzkiego. Została delegowana w skład zrekonstruowanego Senatu, ponownie po krótkiej przerwie objęła urząd przewodniczącej tej izby, ustępując jednak w październiku tego samego roku. W 2019 dokooptowano ją w skład Senatu na kolejną kadencję.
W 2003 odznaczona Krzyżem Kawalerskim Orderu Leopolda.